# Heterospilus
Heterospilus is een geslacht van insecten uit de orde vliesvleugeligen (Hymenoptera) en de familie schildwespen (Braconidae).

## Soorten
Deze lijst van 127 stuks is mogelijk niet compleet.
- H. aciculatus (Provancher, 1888)
- H. alboapicalis Belokobylskij, 1994
- H. annulatus Marsh, 1982
- H. annulicornis

Heterospilus annulicornis (Ashmead) (Ashmead, 1894)
Heterospilus annulicornis (Muesebeck) Muesebeck, 1937
- H. anobiidivorus Muesebeck, 1939
- H. anthaxiae (Ashmead, 1893)
- H. appalachicola (Viereck, 1905)
- H. arleiophagus Marsh & Melo, 1999
- H. asiaticola Belokobylskij & Maeto, 2009
- H. ater Fischer, 1960
- H. atratus (Ashmead, 1890)
- H. atriceps (Ashmead, 1893)
- H. austriacus (Szepligeti, 1906)
- H. baeticatus (Provancher, 1880)
- H. belokobylskiji Kula, 2011
- H. boliviensis Szepligeti, 1906
- H. brachyptera (Jakimavicius, 1968)
- H. brachypterus (Jakimavicius, 1968)
- H. brasilophagus Marsh & Melo, 1999
- H. breviatus Shi, Yang & Chen, 2002
- H. brevicornalus Shi & Chen, 2004
- H. bruchi Viereck, 1910
- H. caesus (Nees, 1834)
- H. cancellatus Shi, Yang & Chen, 2002
- H. caophongensis Belokobylskij, 1994
- H. ceballosi (Docavo Alberti, 1960)
- H. cephi Rohwer, 1925
- H. concolor (Szepligeti, 1906)
- H. consimilis (Ashmead, 1893)
- H. corsicus (Marshall, 1888)
- H. chinensis Chen & Shi, 2004
- H. chittendenii (Ashmead, 1893)
- H. desantisi (Monetti, 1980)
- H. discolor (Cresson, 1865)
- H. divisus (Wollaston, 1858)
- H. dubitatus Brues, 1912
- H. etiellae Rohwer, 1925
- H. eurostae Viereck, 1917
- H. extasus Papp, 1987
- H. fasciatus Ashmead, 1894
- H. fasciiventris Brues, 1912
- H. faustinus Marsh, 1982
- H. ferruginus Ashmead, 1894
- H. fischeri Belokobylskij, 1983
- H. flaviceps (Marshall, 1897)
- H. flavicollis (Ashmead, 1893)
- H. flavicorpus Belokobylskij & Maeto, 2009
- H. flavipes (Cameron, 1905)
- H. floridanus (Ashmead, 1893)
- H. frommeri Marsh, 1989
- H. fuscexilis Shaw, 1997
- H. fuscinervis (Cameron, 1887)
- H. genalis Tobias, 1976
- H. gossypii Muesebeck, 1937
- H. gracilis Shi & Chen, 2004
- H. hambletoni Muesebeck, 1937
- H. hemipterus (Thomson, 1892)
- H. hemitestaceus Belokobylskij, 1996
- H. humeralis Ashmead, 1894
- H. hylotrupidis (Ashmead, 1893)
- H. indigenus Belokobylskij, 1983
- H. ishigakus Belokobylskij & Maeto, 2009
- H. joni Marsh, 1982
- H. kerzhneri Belokobylskij & Maeto, 2009
- H. kobeensis Belokobylskij & Maeto, 2009
- H. koebelei (Ashmead, 1893)

- H. languriae (Ashmead, 1893)
- H. leptosoma Fischer, 1960
- H. leptostyli Rohwer, 1913
- H. liopodis (Brues, 1910)
- H. longicaudus (Ashmead, 1893)
- H. luridostigmus Marsh, 2002
- H. marchi (Docavo Alberti, 1960)
- H. matthewsi Marsh & Melo, 1999
- H. megalopus Marsh, 1982
- H. melanocephalus Rohwer, 1925
- H. melleus (Ashmead, 1893)
- H. meridionalis Brues, 1912
- H. micronesianus Belokobylskij & Maeto, 2008
- H. microstigmi Richards, 1935
- H. minimus Fischer, 1960
- H. mordellistenae Viereck, 1911
- H. niger (Szepligeti, 1906)
- H. nigrescens Ashmead, 1894
- H. nishijimus Belokobylskij & Maeto, 2008
- H. oculatus Belokobylskij, 1988
- H. okinawus Belokobylskij & Maeto, 2009
- H. orientalis Belokobylskij, 1983
- H. pacificola Belokobylskij & Maeto, 2008
- H. pallidipes Ashmead, 1894
- H. paradoxus (Enderlein, 1920)
- H. pectinatus (Enderlein, 1920)
- H. pinicola Belokobylskij, 1994
- H. pityophthori (Ashmead, 1893)
- H. prodoxi (Riley, 1880)
- H. pronotalis Belokobylskij, Iqbal & Austin, 2004
- H. prosopidis Viereck, 1910
- H. pumilio Belokobylskij & Maeto, 2009
- H. quaestor (Haliday, 1836)
- H. richardsi Marsh & Melo, 1999
- H. rubicola Fischer, 1968
- H. rubicundus Fischer, 1960
- H. rubrocinctus (Ashmead, 1905)
- H. rufithorax (Cresson, 1865)
- H. scolyticida (Ashmead, 1893)
- H. selandriae (Ashmead, 1889)
- H. separatus Fischer, 1960
- H. shoshonea (Viereck, 1907)
- H. sicanus (Marshall, 1888)
- H. signatus Belokobylskij & Maeto, 2009
- H. striatiscutum Belokobylskij & Maeto, 2008
- H. striatus Muesebeck & Walkley, 1951
- H. subseparatus Belokobylskij & Maeto, 2009
- H. tadzhicus Belokobylskij, 1983
- H. tauricus Telenga, 1941
- H. terminalis Ashmead, 1900
- H. testaceus (Cameron, 1905)
- H. tirnax Papp, 1987
- H. tulyensis Belokobylskij, 1994
- H. variegatus Ashmead, 1894
- H. vilasi (Docavo Alberti, 1960)
- H. vincenti Kula, 2011
- H. watanabei Belokobylskij & Maeto, 2008
- H. wuyiensis Chen & Shi, 2004
- H. xanthopterus Belokobylskij & Maeto, 2009
- H. zaykovi van Achterberg, 1992
- H. zeteki Rohwer, 1925